# Vasile Stănescu
Vasile Stănescu (n. 4 februarie 1925, București – d. 12 martie 2019) a fost un economist, jurist, membru de onoare al Academiei Române din 29 ianuarie 1999.
A obținut, în 1948, licența Academiei de Studii Economice din București. De asemenea, a studiat dreptul comercial și a  obținut titlul științific de doctor în economie.
A  lansat  un  concept  nou,  recunoscut  de  literatura  de  specialitate,  "ecodreptul".
A elaborat și publicat, în țară și străinătate, circa 30 de volume și peste 350 de articole și studii.. 
În 2001 publică volumul intitulat "Societatea civilă".

## Lucrări
- Globalizarea. Spre o nouă treaptă de civilizație, Ed. EIKON, 2009, Cluj-Napoca[2]